# کتل امامزاده هاشم
کتل امامزاده هاشم، روستایی از توابع بخش لاریجان شهرستان آمل در استان مازندران ایران است.
این روستا در دور ترین نقطه از شهرستان آمل و استان مازندران از لحاظ مختصات جغرافیایی واقع شده است؛ به طوری که فاصله آن تا مرکز شهرستان متبوع حدود ۱۰۰ کیلومتر و تا مرکز استان مسافتی در حدود ۱۸۰ کیلومتر است.

## جمعیت
این روستا در دهستان بالا لاریجان قرار داشته و بر اساس سرشماری مرکز آمار ایران در سال ۱۳۹۵، متروکه و بدون جمعیت بوده است.

## کتل
کتل به معنای جای بلند و رفیع است. در حقیقت این منطقه یک گردنه است که بلندترین بخش جاده هراز می‌باشد.